# Haymo Pockberger
Haymo Pockberger (* 1. Dezember 1925 in Salzburg; † 3. Jänner 2008) war ein österreichischer Schauspieler und Radiomoderator.

## Leben und Karriere
Haymo Pockberger stand nach seiner Schauspielausbildung unter anderem mit Johannes Heesters gemeinsam auf der Bühne.
1950 kam er als Nachrichtensprecher zur Sendergruppe Rot-Weiß-Rot. Danach war er fast vierzig Jahre im ORF tätig, vor allem im Unterhaltungsbereich. Er war später auch Leiter der Abteilung Unterhaltung von Radio Oberösterreich.
Er erfand die Sendungen Linzer Torte, Schnulzodrom und Haymberger am Telefon. Die wöchentliche Linzer Torte moderierte er selbst 336 Mal, die Sendung gibt es heute noch. Mit der satirischen Ö3-Sendung Das Schnulzodrom, wo er neue deutsche Schlager mit eigenen Reimen spöttisch kommentierte und sich regelmäßig mit Auf Wiederweinen! verabschiedete, wurde er Anfang der 1970er-Jahre auch in Deutschland bekannt. Die Radiosendung Haymberger am Telefon war eine erfolgreiche Variante der „versteckten Kamera“.
Als Schauspieler war er in der Hörspielreihe Alles klar, Herr Kommissar? von Leo Frank zu hören. Er wirkte auch in einigen Fernsehproduktionen mit, zum Beispiel im Sechsteiler … beschloss ich, Politiker zu bleiben.
1987 ging er als Radiomann in Pension, blieb aber weiterhin künstlerisch tätig. 1990 nahm er an der Österreich Vorentscheidung zum Grand Prix der Volksmusik teil mit dem Titel: Der Dorfschulmeister Seiberl. 1992 wirkte er in Das Fest des Huhnes mit.
Haymo Pockberger wurde mit dem Titel Professor, dem Ehrenzeichen des Landes Oberösterreich und der Kulturmedaille der Stadt Linz ausgezeichnet. In der Nacht auf den 3. Jänner 2008 starb er an den Folgen seiner Herzerkrankung.

## Ehrungen
- Professor
- Ehrenzeichen des Landes Oberösterreich
- Kulturmedaille der Stadt Linz
- Mostdipf-Preis[2]

## Hörspiele (Auswahl)
- 1956: Alexander Puschkin: Pique   Dame – Bearbeitung und Regie: Ferry Bauer (Hörspielbearbeitung – ORF Oberösterreich)
- 1966: Rolf und Alexandra Becker: Wer ist Dr. Yllart? (3 Folgen) – Regie: Ferry Bauer (Original-Hörspiel – ORF Oberösterreich)
- 1966: Jaroslav Hašek: Leitfaden für Lebenskünstler – Regie: Ferry Bauer (Hörspiel – ORF Oberösterreich)
- 1967: Ephraim Kishon: Der seekranke Walfisch (5 Folgen) – Regie: Ferry Bauer (Hörspielbearbeitung – ORF Oberösterreich)
- 1978: Leo Frank: Die Sprechpuppe – Regie: Ferry Bauer (Hörspiel – ORF Oberösterreich)

Quelle: Ö1-Hörspieldatenbank